# يربوع غوبي
يربوع غوبي (الاسم العلمي: Allactaga bullata) نوع من القوارض من فصيلة اليربوعيات، متوطن في الصين ومنغوليا.